# Pagelaran (plaats in Pandeglang)
Pagelaran is een bestuurslaag in het regentschap Pandeglang van de provincie Banten, Indonesië. Pagelaran telt 3539 inwoners (volkstelling 2010).